# 吉爾伯特山
吉爾伯特山（英語：Mount Gilbert），是南極洲的山峰，位於葛拉漢地西岸的法利埃海岸，處於卡斯特羅山西北面8公里，是艾里冰川和塞勒冰川的分水嶺，海拔高度1,420米，現時由南極條約體系管理。